# Catharina Rinzema
Catharina Rinzema (ur. 4 lipca 1985 w m. Soest) – holenderska polityk i prawniczka, posłanka do Parlamentu Europejskiego IX kadencji.

## Życiorys
Ukończyła studia z zakresu prawa i filozofii prawa na Uniwersytecie w Lejdzie. Pracowała w europejskiej centrali koncernu Google, kierowała projektem w organizacji pozarządowej De Balie, była też urzędniczką w holenderskim parlamencie. W latach 2016–2021 zawodowo związana z organizacją Stichting Lezen&Schrijven, w której zajmowała się kwestiami międzynarodowymi i różnorodnością. Działaczka Partii Ludowej na rzecz Wolności i Demokracji. Wchodziła w skład zarządu Holenderskiego Czerwonego Krzyża.
W wyborach w 2019 z ramienia VVD kandydowała do Europarlamentu. Mandat posłanki do PE IX kadencji objęła w styczniu 2022, zastępując Liesje Schreinemacher.